# Acipenser

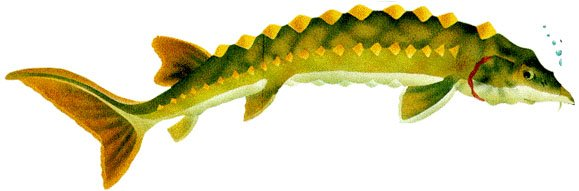
Acipenser brevirostrum

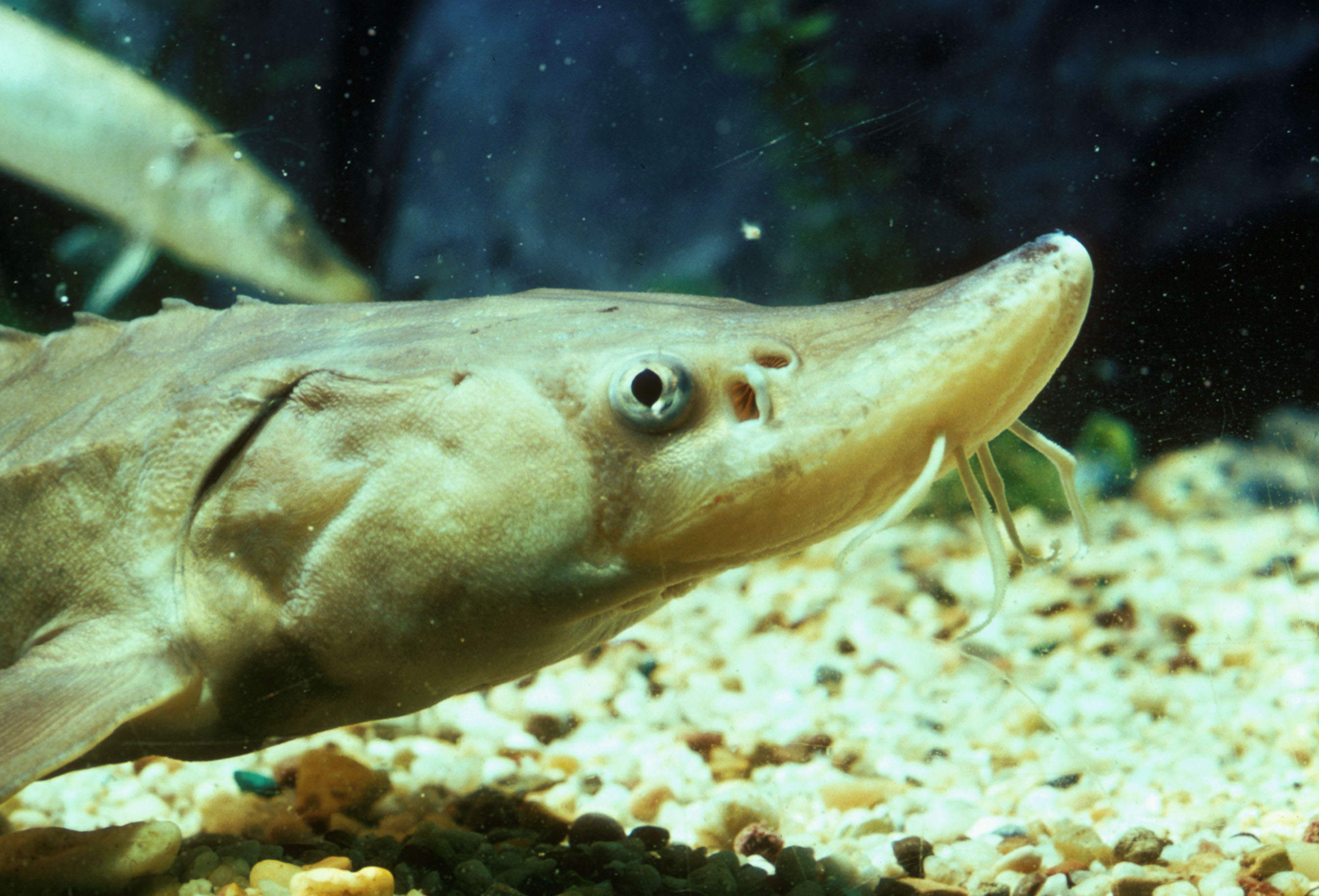
Acipenser fulvescens

Az Acipenser a csontos halak (Osteichthyes) főosztályának a sugarasúszójú halak (Actinopterygii) osztályába, ezen belül a tokalakúak (Acipenseriformes) rendjébe és a valódi tokfélék (Acipenseridae) családjába tartozó nem.
A rendjének a legnépesebb neme és egyben a névadó típusneme is. Az Acipenser halnem, már 83 millió éve létezik.

## Rendszerezés
A nembe az alábbi 17 faj tartozik:
- szibériai tok (Acipenser baerii) Brandt, 1869
- rövidorrú tok (Acipenser brevirostrum) Lesueur, 1818
- jangcei tok (Acipenser dabryanus) Duméril, 1869
- tavi tok (Acipenser fulvescens) Rafinesque, 1817
- vágótok (Acipenser gueldenstaedtii) J. F. Brandt & Ratzeburg, 183
- zöld tok (Acipenser medirostris) Ayres, 1854
- japán tok (Acipenser mikadoi) Hilgendorf, 1892
- adriai tok (Acipenser naccarii) Bonaparte, 1836
- sima tok (Acipenser nudiventris) Lovetsky, 1828
- atlanti tok (Acipenser oxyrinchus) Mitchill, 1815
- perzsa tok (Acipenser persicus) Borodin, 1897
- kecsege (Acipenser ruthenus) Linnaeus, 1758
- amuri tok (Acipenser schrenckii) J. F. Brandt, 1869
- kínai tok (Acipenser sinensis) J. E. Gray, 1835
- sőregtok (Acipenser stellatus) Pallas, 1771
- közönséges tok (Acipenser sturio) Linnaeus, 1758 - típusfaj
- fehér tok (Acipenser transmontanus) J. Richardson, 1836

### Fordítás
- Ez a szócikk részben vagy egészben  az   Acipenser című angol Wikipédia-szócikk ezen változatának fordításán alapul.  Az eredeti cikk szerkesztőit annak laptörténete sorolja fel. Ez a jelzés csupán a megfogalmazás eredetét és a szerzői jogokat jelzi, nem szolgál a cikkben szereplő információk forrásmegjelöléseként.